# Al-Džufra
Okres Džufra (arabsky شعبية الجفرة‎) je jeden z libyjských okresů ležící ve střední části země. V okrese panuje pouštní klima. Hlavním městem je Hún.

## Obyvatelstvo
| Rok  | Počet obyvatel                           |
| ---- | ---------------------------------------- |
| 2006 | 52 342 (okres před reformou z roku 2007) |
| 2012 | 157 747                                  |

## Administrace
Libye získala nezávislost na Itálii a je obecně známá svými bohatými zásobami ropy. Veškerá moc byla po dobu 42 let v rukou prezidenta Kaddáfího, a to až do povstání v roce 2011, které ho svrhlo. Podle ústavy je Libye nejvíce decentralizovanou arabskou zemí, ale prakticky všechny pravomoci jsou svěřeny centrální vládě z důvodu kontroly nad příjmy z ropy. Místní vládní instituce řídí školní a průmyslové sektory. V rámci decentralizace v roce 2012 se země administrativně rozdělila z původních 25 regionů na 13 regionů, které byly dále rozděleny na 1 500 komunit. Od roku 2015 je šéfem státu předseda prezidentské rady, zatímco hlavou státu je premiér. Sněmovna reprezentantů je volený orgán, který je volen na základě všeobecného a lidového hlasování. Od roku 2016 existuje v zemi 22 správních jednotek v podobě okresů.